# Fagitana lucidata
Fagitana lucidata är en fjärilsart som beskrevs av Walker 1865. Fagitana lucidata ingår i släktet Fagitana och familjen nattflyn. Inga underarter finns listade i Catalogue of Life.